# 許檣卿
許檣卿（1487年11月9日—1558年3月15日），字舟仲，號少元，行詵五，浙江杭州府海寧縣元山人，明朝政治人物。

## 生平
嘉靖四年（1525年）乙酉科浙江鄉試中式第51名舉人，會試中式第341名，治詩經，年四十中式嘉靖五年丙戌科進士。歷任南京大理寺左寺正、遷安縣知縣，降臨江通判、南阳府通判。

## 家族
曾祖許禎、祖許紃、父許清；嫡母周氏、生母賈氏；兄許相卿〔兵科給事中〕、許栻卿；弟許槐卿、許材卿、許𠏉卿、許桐卿；子三許聞諫、許聞謨、許聞訓；女二。